# Корпускулярия Лемана
Корпускулярия Лемана (лат. Corpuscularia lehmannii; син. лат. Delosperma lehmannii) — типовой вид многолетних суккулентных растений рода Корпускулярия (Corpuscularia), семейства Аизовые (Aizoaceae).
Популярное компактное растение с серыми, толстыми и угловатыми листьями, которое производит жёлто-полупрозрачные цветы. По сравнению с Corpuscularia taylori, Corpuscularia lehmannii бывает крупнее, но второй вид отличается более обильным цветением.

## Название
Родовое латинское (научное) название Corpuscularia происходит от латинских слов corpusculum, — «маленькое тело», и суффикса -arius, — «обладание». Название дано в связи с характерными твёрдыми, плотными листьями.
Видовой латинский эпитет lehmannii дан в честь немецкого профессора ботаники Иоганна Георга Кристиана Лемана (1792—1860, нем. Johann Georg Christian Lehmann).

## Описание

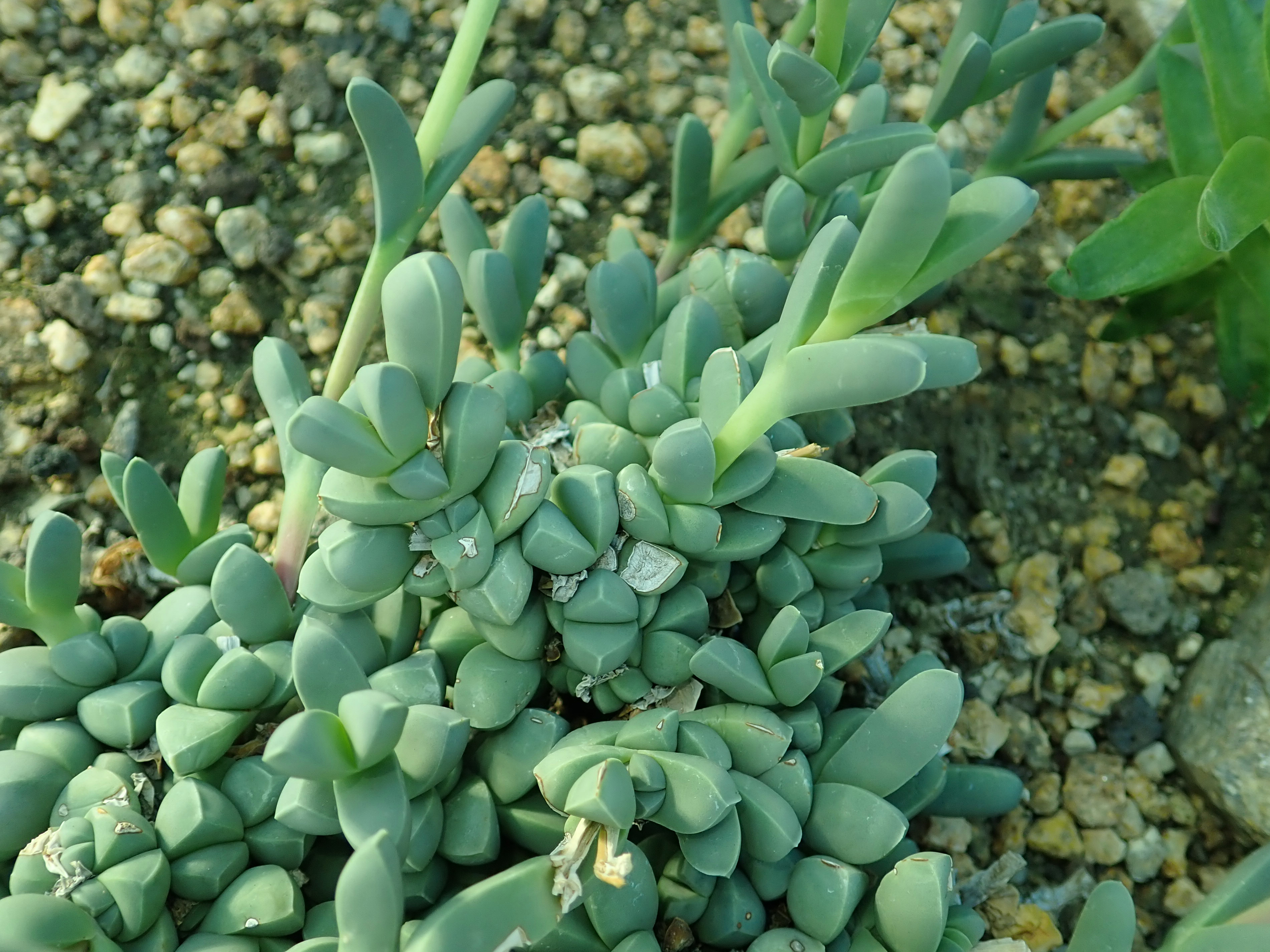
Густолиственное растение

Многолетнее густолиственное растение формирует компактную подушку с вертикальными корнями и дополнительными корнями на горизонтальных ветвящихся стеблях. Все его части лишены волос. У растения есть два типа стеблей: высокие восходящие цветоносные стебли с видимыми междоузлиями и позднее многочисленные низко расположенные короткие стебли. Листья бывают двугранными или трёхгранными. Листья на длинных стеблях могут достигать до 4 см в длину (обычно 20-25 мм) и 8-10 мм в ширину, они отходят от стебля и имеют киль, который начинает скоситься, становясь острой вершиной, и более круто скосившись с боков. У каждого листа есть короткий сизоватый побег с двумя листьями. На коротких стеблях листья могут быть яйцевидными или почти шаровидными, их длина составляет 12-16 мм, а ширина и толщина — 6-8 мм.
Цветки имеют диаметр около 4 см и располагаются на цветоножке с несколькими цветками. Внешний округлый околоцветник состоит из шести чашелистиков. Лепестки цветка могут иметь оттенки от белого до соломенного, они полупрозрачные и уменьшаются в размере по мере приближения к центру цветка. Плоды (коробочки) имеют 6-8 камер. Семена имеют длину около 0,9-1 мм и ширину 0,6-0,75 мм.

## Распространение
Распространен в Южно-Африканской Республике. Этот суккулентный полукустарник растёт в основном в биомах умеренного пояса. Растёт на выходах кварцита в карроидной растительности, а также в расщелинах скал. Виду угрожают инвазивные чужеродные виды, потеря среды обитания, загрязнение и деградация среды обитания. Из шести мест, известных по гербарным записям, четыре в настоящее время вымерли на местном уровне из-за расширения городов Порт-Элизабет. Две оставшиеся субпопуляции сильно фрагментированы и продолжают сокращаться из-за продолжающейся потери среды обитания. В одном из оставшихся мест около Коэги большая часть среды обитания этого вида утрачена из-за добычи полезных ископаемых.
Этот суккулентный полукустарник распространён в Южно-Африканской Республике и предпочитает расти в биомах умеренного пояса. Его обычно можно найти на выходах кварцита в карроидной растительности, а также в расщелинах скал. Существует ряд угроз для этого вида, включая инвазивные чужеродные виды, утрату среды обитания, загрязнение и деградацию окружающей среды.
Из шести известных мест обитания этого растения, четыре в настоящее время вымирают на местном уровне из-за расширения городской застройки в районе Порт-Элизабет. Оставшиеся две субпопуляции сильно фрагментированы и продолжают сокращаться из-за постоянной утраты своей природной среды обитания. В одном из оставшихся мест, рядом с Коэги, большая часть среды обитания этого вида была утрачена из-за добычи полезных ископаемых.

## Таксономия
Corpuscularia taylorii (N.E.Br.) Schwantes, первое упоминание в Z. Sukkulentenk. 2: 186. (1926).

### Синонимы
- Mesembryanthemum taylorii N.E.Br.
- Delosperma minimum Lavis
- Delosperma taylorii (N.E.Br.) Schwantes
- Delosperma taylorii var. albanense L.Bolus

## Выращивание

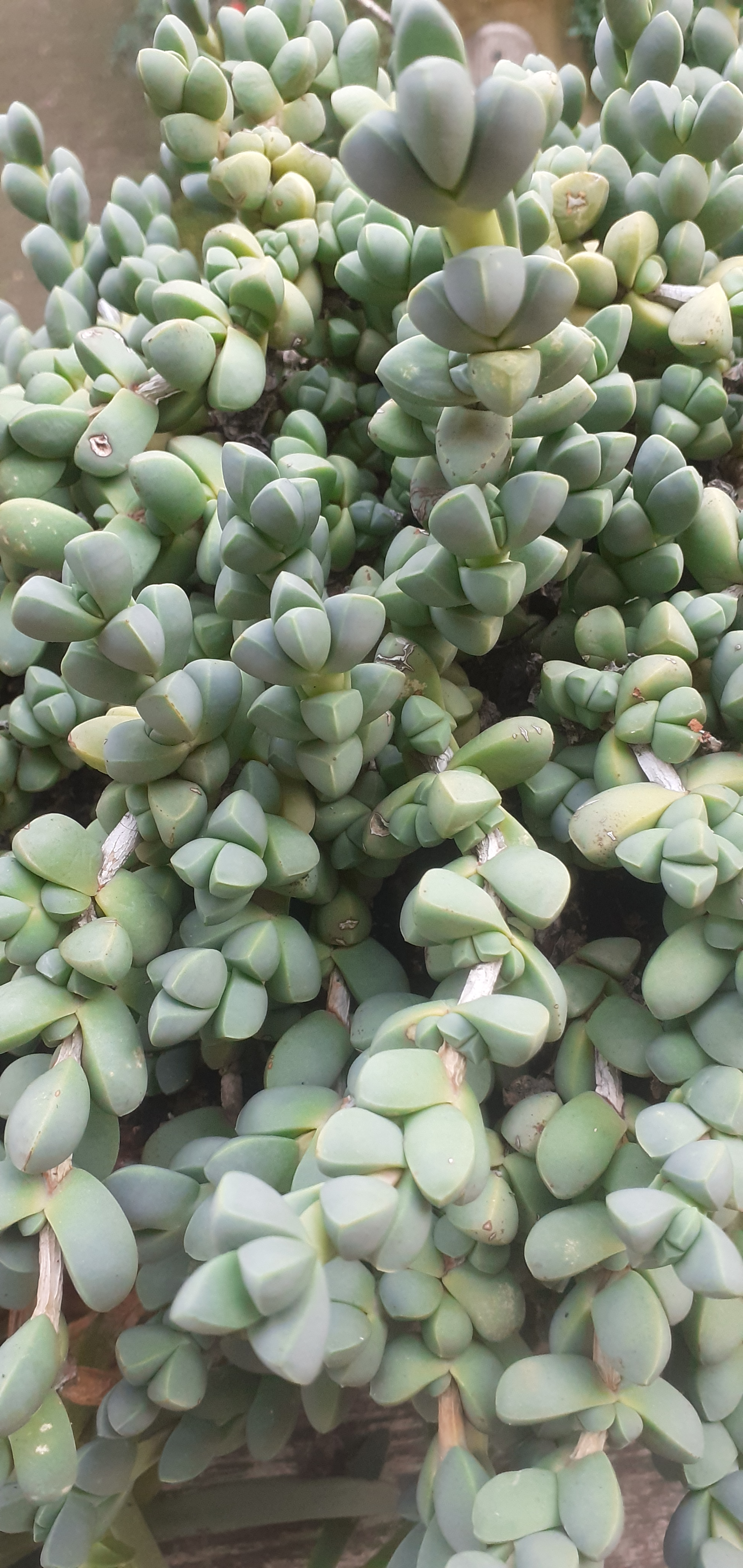
Листья

Корпускулярия Лемана не является одним из наиболее распространённых представителей семейства, однако оно обладает способностью цвести на протяжении всего лета и осени и устойчиво переносит температуры до -4° или -5°C. Это растение может создать низкорослую суккулентную группу в саду и успешно процветает в контейнерах, на подоконниках и в подвесных корзинах. Оно также подходит для выращивания как комнатное растение и не требует сложного ухода.
Для успешного выращивания рекомендуется обеспечить яркое освещение и хорошую циркуляцию воздуха. Скорость роста растения умеренно быстрая. Почва должна быть песчано-гравийной с хорошей дренажной системой, чтобы предотвратить корневую гниль.
Корпускулярия Лемана предпочитает яркое солнце, но может выдерживать некоторую тень. В тени листва растения будет более зелёной, в то время как на солнце она может приобрести серо-синий оттенок.
Корпускулярия Лемана требует защиты от мороза, особенно в холодных районах. Его минимальная температура выживания около 5°C, и он может выдержать кратковременные понижения температуры до -5°C в сухой почве.
Важно следить за защитой от вредителей, таких как мучнистые червецы, и болезней. Размножение можно осуществлять как из семян, так и черенками. Также возможно укоренение листьев в песчаной почве, что является обычным методом вегетативного размножения для этой семьи растений.